# Cihan Haspolatlı
Cihan Haspolatlı (* 4. Januar 1980 in Diyarbakır) ist ein ehemaliger türkischer Fußballspieler.

## Karriere

### Verein
Haspolatlı gab sein Debüt in der Süper Lig während der Saison 1998/99 im Alter von 18 Jahren im Trikot von Kocaelispor. Am 13. September 1998 wurde er in der 88. Spielminute für Ahmed Hassan eingewechselt. Haspolatlı spielte für Kocaelispor vier Jahre lang und kam zu 115 Ligaspielen und erzielte sechs Tore. In seiner letzten Saison bei Kocaelispor gewann der defensive Mittelfeldspieler den türkischen Pokal. Haspolatlı erzielte im Finale gegen Beşiktaş Istanbul das Führungstor, Kocaelispor gewann am Ende deutlich mit 4:0.
Vor der Saison 2002/03 wechselte Haspolatlı zu Galatasaray Istanbul. Unter Cheftrainer Fatih Terim gehörte er zu den Stammspielern und kam in seiner ersten Saison zu 23 Ligaeinsätzen. Sein erstes Tor in einem europäischen Wettbewerb erfolgte in der UEFA Champions League gegen den FC Barcelona. Am Ende der Saison 2004/05 gewann Haspolatlı zum zweiten Mal den türkischen Pokal. Er und seine Mannschaftskameraden gewannen gegen Stadtrivale Fenerbahçe Istanbul mit 5:1. In der darauffolgenden Spielzeit wurde Cihan Haspolatlı türkischer Meister. Nach fünf Jahren verließ Haspolatlı die Gelb-Roten.
Es folgten einjährige Engagements bei Bursaspor, Konyaspor und MKE Ankaragücü. Von 2010 bis 2013 spielte er für Istanbul Büyükşehir Belediyespor und beendete seine Karriere nach der Saison 2012/13. Cihan Haspolatlı kam in 15 Spielzeiten zu 383 Ligaspielen und erzielte 22 Tore.

### Nationalmannschaft
Für die Türkei spielte Haspolatlı drei Länderspiele. Das erste Länderspiel war am 21. August 2002 gegen Georgien. Er wurde zur zweiten Halbzeit für Emre Belözoğlu eingewechselt und erzielte fünf Minuten nach seiner Einwechslung das 2:0. Es war das erste und einzige Länderspieltor.

## Erfolge
Kocaelispor (1998–2002)
- Türkischer Fußballpokal: 2002

Galatasaray Istanbul (2002–2007)
- Türkischer Fußballpokal: 2005
- Türkischer Meister: 2006